# Channa diplogramma
Channa diplogramma  (лат.) — пресноводная рыба из рода змееголовы семейства змееголовые (Channidae). Уязвимый вид, эндемик пресных вод горной системы Западные Гаты в Индии. До 2011 года считался синонимом коричневого змееголова (Channa micropeltes).

## Таксономия
Фрэнсис Дэй, кавалер Ордена Индийской империи, описал этот вид в 1865 году, первоначально дав ему название Ophiocephalus diplogramma, по единственному неполовозрелому экземпляру (длиной 42 мм), пойманному около устья реки Кочин в портовом городе Кочин (юго-западная Индия). Окраска этой особи соответствовала окраске молоди другого вида змееголовов — коричневого змееголова, первоначально описанного Кювье по образцам с острова Ява, Индонезия. Видимо, именно это заставило Фрэнсиса Дэя объявить C. diplogramma синонимом C. micropeltes в 1878 году. Близкое сходство, редкость взрослых экземпляров в музейных коллекциях и тот факт, что ни один систематик долгое время не изучил этого змееголова с момента его описания, привел к принятию синонимии последующими ихтиологами. В 2011 году C. diplogramma был признан действительным видом спустя 134 года после синонимизации, что делает его эндемиком полуострова Индостан.

## Распространение
C. diplogramma является эндемиком южной части горной системы Западные Гаты на полуострове Индостан. Он известен из рек Meenachil, Manimala, Памбияр, Achankovil и Каллада (а также из расположенных на них водохранилищ) в штате Керала, а также из рек Chittar и Thamirabarani (и из расположенных на них водохранилищ) в штате Тамилнад.

## Внешний вид и строение
C. diplogramma отличается от всех других видов в роде большим числом чешуек в боковой линии (103—105 против 36—91). Кроме того, он отличается от всех других видов Channa, за исключением C. bankanensis, C. lucius, C. micropeltes и C. pleurophthalma наличием чешуек на горле, а также чешуйками между кончиками нижнечелюстных костей, видимыми при рассматривании снизу. C. diplogramma отличается от C. bankanensis , C. lucius и C. pleuroftalma совершенно другой окраской, а от своего ближайшего родственника C. micropeltes по сочетанию характеристик, а именно: количество лучей хвостового плавника, число чешуек боковой линии, чешуйки ниже боковой линии; число позвонков, длина тела до анального отверстия и высота тела.

## Угрозы и охрана
В Красной книге МСОП  этому таксону присвоен охранный статус «Уязвимые виды» с учетом его ограниченного ареала и угроз, таких как вылов людьми, потеря среды обитания и загрязнение рек.